# Lochmaea huanggangana
Lochmaea huanggangana is een keversoort uit de familie bladkevers (Chrysomelidae). De wetenschappelijke naam van de soort werd in 1998 als Lochmaeata huanggangana gepubliceerd door Yang & J. Wang.